# Gunung Tiusa
Gunung Tiusa är ett berg i Indonesien.   Det ligger i provinsen Aceh, i den västra delen av landet, 1 400 km nordväst om huvudstaden Jakarta. Toppen på Gunung Tiusa är 270 meter över havet. Gunung Tiusa ligger på ön Pulau Tuangku.
Terrängen runt Gunung Tiusa är platt. Havet är nära Gunung Tiusa åt nordväst.Runt Gunung Tiusa är det mycket glesbefolkat, med 5 invånare per kvadratkilometer. I omgivningarna runt Gunung Tiusa växer i huvudsak städsegrön lövskog.